# Turricula (Clavatulidae)
Turricula là một chi ốc biển, là động vật thân mềm chân bụng sống ở biển trong phân họ Clavatulinae, họ Turridae.

## Các loài
Theo Cơ sở dữ liệu sinh vật biển (WoRMS), các loài có tên được chấp nhận trong chi 'Turricula gồm có:
- Turricula aethiopica (Thiele, 1925)
- Turricula amplisulcus (Barnard, 1958)
- Turricula bijubata (Reeve, 1843)
- Turricula catena
- Turricula ceylonica (Smith E. A., 1877)
- Turricula faurei (Barnard, 1958)
- Turricula gemmulaeformis (Thiele, 1925)
- Turricula granobalteus (Hedley, 1922)
- Turricula javana (Lamarck, 1816)
- Turricula javanus (Linnaeus, 1767)
- Turricula kamakurana (Pilsbry, 1895)
- Turricula navarchus (Melvill & Standen, 1903)
- Turricula nelliae (Smith E. A., 1877)
- Turricula profundorum (Smith E. A., 1896)
- Turricula scalaria (Barnard, 1958)
- Turricula sulcicancellata (Barnard, 1958)
- Turricula sumatrana (Thiele, 1925)
- Turricula thurstoni (Smith E. A., 1896)
- Turricula tornatus (Dillwyn, 1817)
- Turricula turriplana (Sowerby III, 1903)

## Hình ảnh

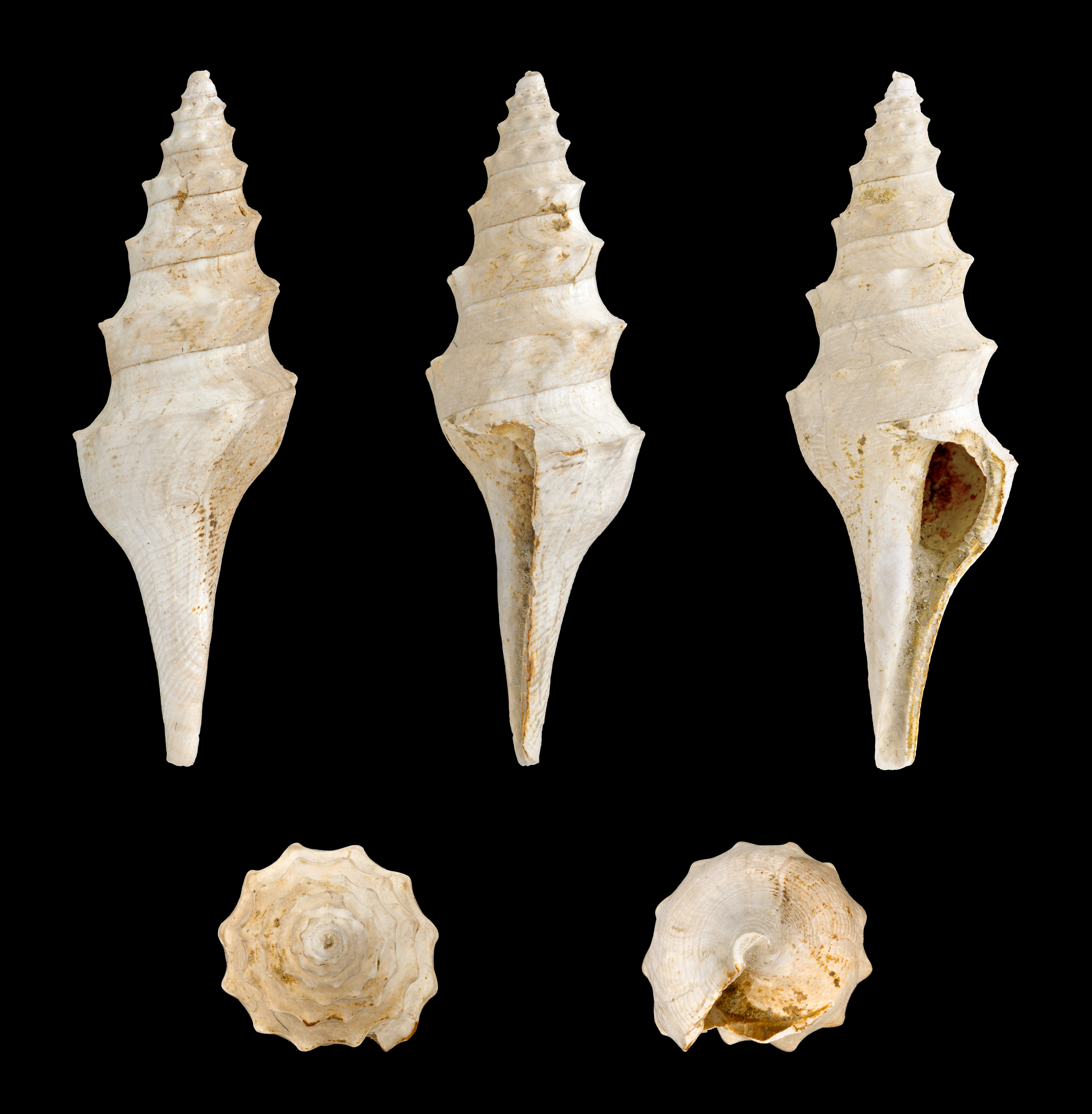
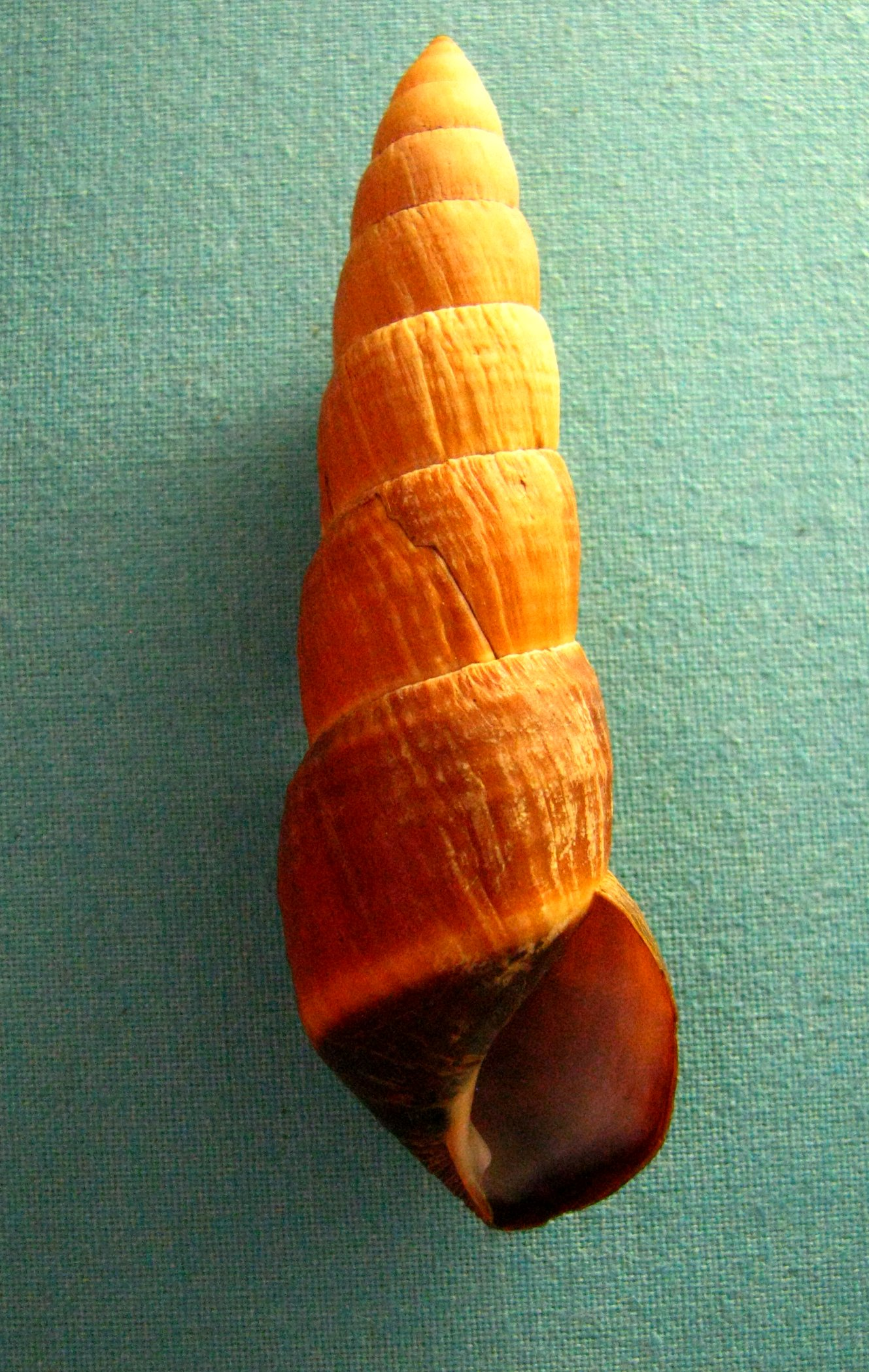
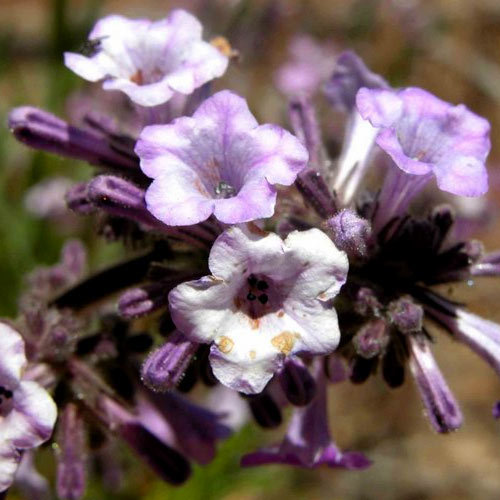